# Callopistria equatorialis
Callopistria equatorialis är en fjärilsart som beskrevs av Emilio Berio 1970. Callopistria equatorialis ingår i släktet Callopistria och familjen nattflyn. Inga underarter finns listade i Catalogue of Life.